# Khu bảo tồn thiên nhiên Nam Kar
Khu bảo tồn thiên nhiên Nam Kar là một khu rừng đặc dụng ở tỉnh Đắk Lắk của Việt Nam, được thành lập theo quyết định số 182/1991/QĐ-KL ngày 13 tháng 5 năm 1991 của Bộ Lâm nghiệp (nay là Bộ Nông nghiệp và phát triển nông thôn).

## Vị trí
Khu bảo tồn thiên nhiên Nam Kar nằm trên địa bàn 6 xã thuộc 2 huyện là: Xã Nam Kar, Ea R'Bin, Đắk Nuê, Buôn Triết, Buôn Tría huyện Lắk và xã Bình Hòa huyện Krông Ana tỉnh Đắk Lắk.
Toạ độ địa lý: 12°15′34″ - 12°26′24″ vĩ bắc, 107°155′13″ - 108°07′36″ kinh đông

## Đặc điểm địa hình, thảm thực vật
Địa hình rất phong phú và đa dạng, nổi bật là vùng núi cao có hướng thấp dần từ Đông Bắc sang Tây Nam, nơi cao nhất của khu vực là đỉnh Chư Nam Kar cao 1.294 m. Thấp nhất là hồ Ea Boune ở phía Tây Bắc có độ cao so với mực nước biển là 418 m. Địa hình ở đây hiểm trở, chia cắt phức tạp chuyển tiếp từ núi cao đến đồi gò, trảng bằng, đồng cỏ đầm hồ, sông suối tạo nên một vùng đặc sắc gần như hội đủ các dạng địa hình nên cũng có đủ các kiểu thảm thực vật là môi trường sống lý tưởng của nhiều loài động vật rừng.
Ở đây có các kiểu rừng chủ yếu là kiểu rừng kín thường xanh mưa ẩm nhiệt đới, rừng kín lá rộng nửa rụng lá nhiệt đới, rừng thứ sinh tre, nứa, gỗ- lồ ô tre nứa, rừng trảng cỏ cây bụi, cây gỗ rải rác... Tổng diện tích có rừng là 20.932,3 ha có độ che phủ là 95,5%. Có 586 loài thực vật bậc cao có mạch thuộc 149 họ của 67 bộ trong 5 ngành thực vật.

## Động vật rừng
Lớp chim: Có 140 loài thuộc 43 họ của 17 bộ.
Lớp Thú: Có 56 loài thuộc 24 họ của 9 bộ.
Lớp Lưỡng cư-bò sát: Có 50 loài thuộc 16 họ của 4 bộ.
Có một số loài thú quý hiếm nằm trong sách đỏ thế giới là: bò tót, hổ, beo, vọoc vá, cầy giông, gà lôi, gà tiền, cu li nhỏ...

## Đất đai, thổ nhưỡng
Đất đai, thổ nhưỡng ở đây rất phong phú, đa dạng. Gồm 12 loại đất thuộc 6 nhóm đặc trưng (Đất phù sa, đất Gley, đất mới biến đổi, đất đỏ, đất xám, đất đen) trên tổng số 27 loại, 9 nhóm đất theo bảng phân loại đất khu vực Tây Nguyên.

## Khí hậu, thủy văn
Thuộc vùng khí hậu nhiệt đới gió mùa của khu vực Tây Nguyên, mỗi năm có 2 mùa rõ rệt là mùa mưa và mùa khô.
Có hệ thống nước mặt rất phong phú với hệ thống sông, suối dày đặc có sông lớn là Krông Nô bao bọc ở phía Tây và Nam khu bảo tồn. Có một số hồ tự nhiên lớn là Hồ Ea Boune rộng 79,1 ha, Hồ Ea Tyr rộng 131,6 ha, Hồ Ea R'Bin rộng 235,1 ha.

## Mục tiêu, nhiệm vụ
Bảo vệ các hệ sinh thái rừng núi cao Tây Nguyên và trảng cỏ cây bụi, bảo tồn các loài động, thực vật hoang dã, đặc biệt là các loài đặc hữu và quý hiếm.
Nghiên cứu khoa học, giáo dục môi trường, phát triển du lịch sinh thái...Góp phần phát triển kinh tế, xã hội địa phương.
Bảo vệ rừng đầu nguồn thủy điện Buôn Tua Sar - Nam Kar, sông Krông Nô, sông Srêpốk, sông Mê Kông, điều hoà và cung cấp nguồn nước cho sản xuất nông nghiệp.

## Quy mô diện tích và các phân khu chức năng
Tổng diện tích là: 21.912,3ha
Trong đó gồm:
Phân khu bảo vệ nghiêm ngặt: 15.149,5 ha chiếm 69,14 % diện tích.
Phân khu phục hồi sinh thái: 6.747,8,5 ha chiếm 30,79% diện tích.
Phân khu hành chính, dịch vụ: 15 ha chiếm 0,07% diện tích.
(Theo Dự án Đầu tư Khu Bảo tồn thiên nhiên Nam kar)